# Mistrzostwa Ameryki Południowej w Piłce Siatkowej Kobiet 1995
XXI Mistrzostwa Ameryki Południowej w piłce siatkowej kobiet odbyły się w 1995 roku w Porto Alegre w Brazylii. W mistrzostwach wystartowało 8 reprezentacji. Mistrzem została po raz dziewiąty reprezentacja Brazylii.

## Klasyfikacja końcowa
| Miejsce | Reprezentacja |
| ------- | ------------- |
|         | Brazylia      |
|         | Peru          |
|         | Argentyna     |
| 4.      | Wenezuela     |
| 5.      | Chile         |
| 6.      | Kolumbia      |
| 7.      | Urugwaj       |
| 8.      | Paragwaj      |